# مايك بيل
مايك بيل (بالإنجليزية: Mike Bell)‏ هو سياسي أمريكي، ولد في 16 مارس 1963. حزبياً، نشط في الحزب الجمهوري. وقد انتخب عضو مجلس نواب تينيسي وانتخب عضو مجلس ولاية تينيسي.